# Karl XII:s norska fälttåg 1716
Karl XII:s norska fälttåg 1716 var ett svenskt anfall mot Norge 1716 under stora nordiska kriget. Kungen ledde själv en styrka på 3000 män som gick över riksgränsen från Östervallskog 8 mars. Svenskarna segrade vid Höland den 9 mars, men avvisades av norska styrkor på Bakås skanse 12 mars. Kungens styrkor gick över sjön Øyeren och söderut till Spydeberg och Hølen. Från Ås gick armén norrut och undvek norska skanser genom att marschera på den frusna Bunnefjorden. I skydd av öarna i Oslofjorden gick svenskarna i land på Bygdøy. Kristiania evakuerades av norrmännen, och svenskarna ockuperade staden den 22 mars.  
I Kristiania fick de svenska trupperna tak över huvudet och kunde fylla sitt behov av livsmedel ur befintliga förråd. Men det militära värdet av den norska huvudstadens besittning var ringa så länge Akershus fästning vid Kristiania befann sig i norrmännens händer. Den var väl försedd och hade en stark besättning. Belägringen av Akershus fästning varade fram till den 30 april. Ett försök på stormangrepp måste överges, och svenska försök en kniptångsmanöver över Ringerike stoppades i slaget vid Gjellebekk 23 mars, slaget vid Norderhov 29 mars, och slaget vid Nordkleiva 15-16 april. 
Detta var en vändpunkt i fälttåget, sedan norrmännen nu hade övertagit initiativet och med förstärkningar skulle kunna rätta ett förödande slag mot den svenska anslutningsvägen vid Moss. Efter att Norska styrkor intog Moss under andra slaget vid Moss den 23 april, var Karl XII och hans armé ytterligare försvagad, efter en lång tid under dåliga förhållanden, och avskurna från leveranser från Sverige.
Karl XII var tvungen att inse att slaget var förlorat. Hans armé var utmattad och i dåligt skick med lite skydd, lite mat och dålig med nödvändigheter som kläder. De norska styrkorna hade samlats och avbröt kommunikationsvägen. Åsynen av dansk-norska krigsfartyg på fjorden var ett hårt slag för de svenska soldaternas moral. 30 april 1716 var  krigarkonungen tvungen att bryta upp. 
Han gick sydost mot Ski för att gå över Glomma vid Onstad Sund. Karl XII och 6000 man gick ned Fredrikshaldske kungsvägen, böjde av vid Ski och kom till Onstad Sund den 2 maj. Lützow kunde här ha attackerad svenskarna, men valde att avstå, även om den svenska armén var sårbar och inte  starkare än norrmännen.
Efter att ha kommit över Glomma vilade svenskarna ut, innan de marscherade söderut i två kolumner längs Halden-vattendraget österut och över Eidsberg och Rakkestad. Efter flera dagar anlände de till Torpum herrgård, 15 km från Svinesund. Karl XII hade börjat förbereda ett angrepp mot Halden med fästningen Fredriksten, och arbetet med en pontonbro över Svinesund avslutades i mitten av maj 1716. Reträtten från Christiania slutfördes, men Karl XII skulle ändå inte ge upp. Attacken i Svinesund avslutades med en välförtjänt seger för svenskarna den 2 juni,  som avslutades med erövringen av Sponviken fort några dagar senare.
Fästningen ansågs vara nyckeln til södra Norge. Svenskt herravälde över Fredriksten skulle innebära ett ständigt hot mot det norska försvaret, om svenskarna kunde säkra anslutningsvägar från Sverige och behålla ett brohuvud för framtida attacker i Norge. Därför anföll Karl XII i hopp om att överraska garnisonen i Halden stad. Så började slaget vid Halden, natten till den 4 juli 1716. Svenskarna var ganska nära att lyckas, men attacken var en katastrof för dem, eftersom invånarna tände på staden. Över 500 svenskar dog.